# 440-es évek
Évszázadok: 4. század – 5. század – 6. század
Évtizedek: 390-es évek – 400-as évek – 410-es évek – 420-as évek – 430-as évek – 440-es évek – 450-es évek – 460-as évek – 470-es évek – 480-as évek – 490-es évek
Évek: 440 441 442 443 444 445 446 447 448 449

## Események
- Hun hódítások Európa nagy részén
- Keresztény dogmatikai harc a monofiziták ellen.

## Híres személyek
- Attila (hun uralkodó)